# 濃飛倉庫運輸
濃飛倉庫運輸株式会社（のうひそうこうんゆ、英: NOHHI LOGISTICS CO.,LTD.）は、岐阜県岐阜市に本社を置く日本の総合物流企業である。倉庫業、通関業、貨物自動車運送業、貨物利用運送事業、港湾運送事業等を中心に幅広い事業に取り組んでいる。

## 概要
1916年（大正5年）創業、岐阜県岐阜市橋本町に本社を構える。国内では、岐阜地区をはじめ東京・名古屋・大阪などの主要都市に物流拠点を設け（全67ヶ所）、保管・流通加工・輸配送といった物流サービスを提供している。国外では、中国（香港・上海・青島・深圳）・タイ（バンコク）・インドネシア（タンゲラン）・ベトナム（ホーチミン・ハノイ）・カンボジア（プノンペン）に現地法人や駐在員事務所を設置し（全11ヶ所）、輸出入関連業務を含む国際物流の 拠点としている。「新時代の物流を創造する」をキャッチフレーズに陸海空すべての物流モードを取りそろえ、シームレスな輸送サービスを提供している。

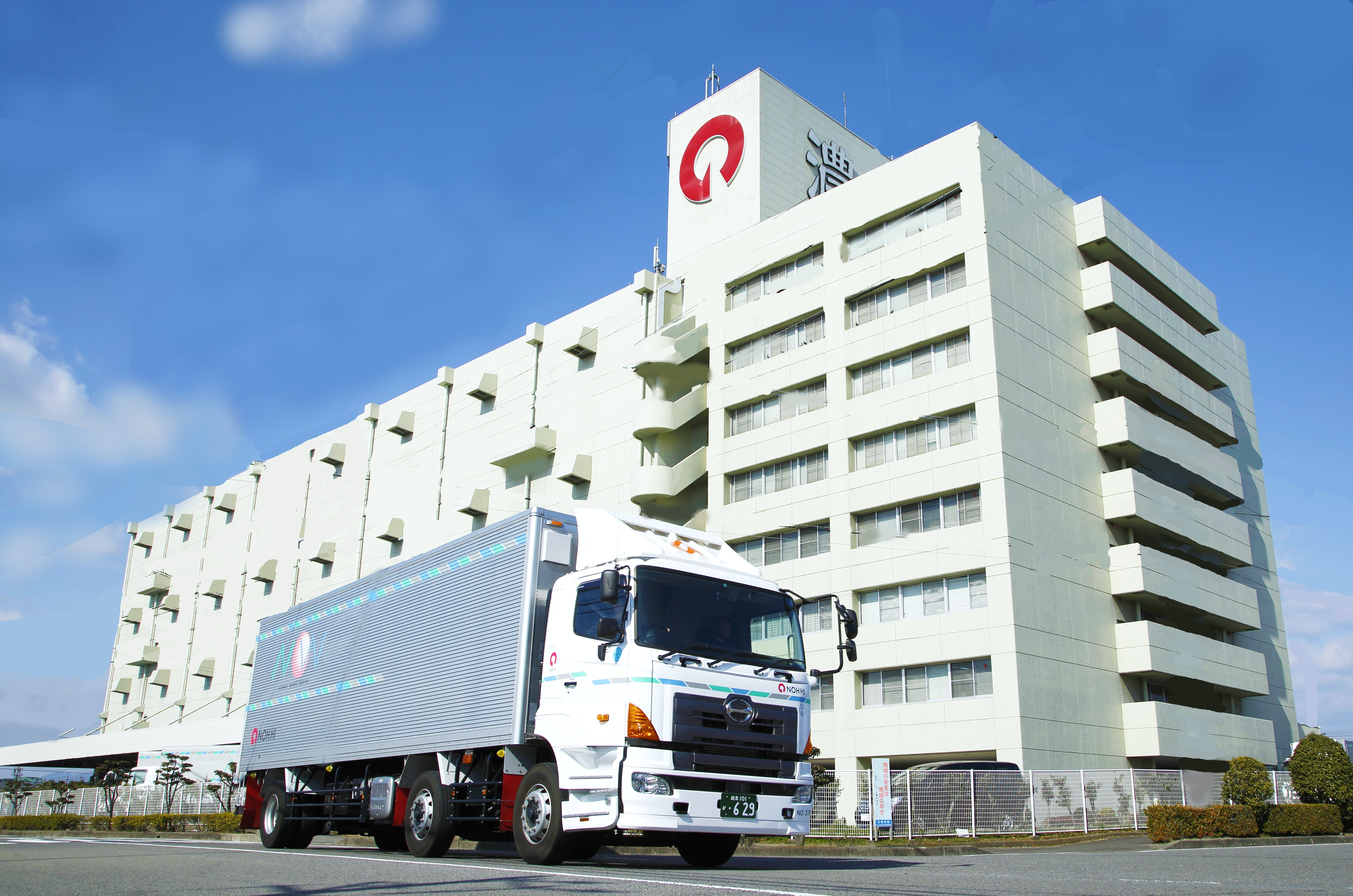
岐阜総合物流センター

2017年（平成29年）、貨物のセキュリティ管理と法令遵守の体制が整備された事業者に対し、税関手続の緩和や簡素化される「認定通関業者（AEO通関業者）」の認定を取得。
2020年（令和2年）、新型コロナウイルス感染症拡大防止のため、ギフパッキングと共同で段ボールパーティションを開発した。

## 沿革
- 1916年（大正5年）8月28日 - 岐阜県岐阜市橋本町の国鉄岐阜駅前に濃飛倉庫株式会社が誕生。[5]
- 1930年（昭和5年）- 農林省指定倉庫となる。
- 1932年（昭和7年）- 親会社の蘇原銀行の破産により存続の危機に直面するも、政府米保管という新事業に活路を見出し、自主独立経営を開始させる。
- 1945年（昭和20年）- 岐阜空襲により中心市街地が灰塵化した際、当社所有倉庫も焼失。倉庫を失った後、アメリカの駐在軍の資材保管を行い、体制の立て直しを図る。
- 1946年（昭和21年）- 岐阜市橋本町に本社事務所と第1号倉庫を再建、復興の第一歩を踏み出す。社報濃飛第1号を発行。
- 1949年（昭和24年）- 通運事業法の公布を機に、倉庫と運輸を連携させた総合経営へと乗り出す。
- 1950年（昭和25年）- 富養運輸（岐阜県養老郡高田町）と合併、濃飛倉庫運輸株式会社に社名変更。岐阜駅ほか通運事業の免許を受ける。
- 1954年（昭和29年）- 名古屋市港区一州町に名古屋港営業所を開設し、保税許可を受ける。
- 1956年（昭和31年）- 名古屋穀物商品取引所指定倉庫となる。
- 1959年（昭和34年）- 伊勢湾台風により、事務所や倉庫が被災するも立て直す。名古屋支店を開設し、中部経済圏の中心地に進出。
- 1960年（昭和35年）- 海運仲立業の届出が受理される。愛知県の一般区域貨物自動車運送事業の免許を受ける。
- 1961年（昭和36年）- 東京事務所を開設。
- 1962年（昭和37年）- 本社の新社屋が完成。名古屋空港（現・名古屋飛行場）における航空貨物の取扱を開始。
- 1964年（昭和39年）- 大阪事務所を開設。
- 1966年（昭和41年）- 創立50周年を迎える。
- 1967年（昭和42年）- 東京・名古屋・大阪の3大都市圏を繋ぐ一般路線貨物自動車運送事業の免許を取得する。
- 1970年（昭和45年）- 名古屋税関より通関業の許可を受ける。
- 1971年（昭和46年）- 東京支店、大阪支店を開設。
- 1980年（昭和55年）- 独自の情報処理システムが誕生。
- 1986年（昭和61年）- 全国初の着発線荷役（E&S）方式を採用し、着発線荷役の発祥地となる。
- 1988年（昭和63年）- 会社最大級の物流拠点である岐阜総合輸送センターを開設。
- 1989年（平成元年）- 初の海外拠点である現地法人・濃飛（香港）有限公司を設立。
- 1990年（平成2年）‐ 濃飛ニッセイビル（JR岐阜駅西側）完成。優秀建築物として岐阜市都市美創出賞優秀賞を受賞する。
- 1992年（平成4年）- 東京支店が東京税関の許可を取得。
- 1993年（平成5年）- 岐阜県内運輸業界では初となる上海駐在員事務所を開設。
- 1994年（平成6年）- 北京華商国際物流有限公司を開設。
- 1996年（平成8年）- 青島駐在員事務所を開設。濃飛（シンガポール）株式会社を設立。大阪支店が神戸税関の許可を取得。岐阜支店が名古屋税関の許可を取得。
- 1997年（平成9年）- 本社ビルである濃飛ビル（JR岐阜駅西側・インテリジェント高層ビル）完成。中心市街地の活性化に寄与したとして、岐阜市都市景観賞優秀賞を受賞。ホーチミン駐在員事務所を開設。
- 1999年（平成11年）- 大阪支店が大阪税関の許可を取得。
- 2001年（平成13年）- 浦安総合輸送センターを開設。
- 2002年（平成14年）- 社団法人航空貨物運送協会（JAFA）に加盟。航空第二種利用運送事業の許可を受ける。
- 2003年（平成15年）- 上海外服服飾検整有限公司を設立。
- 2005年（平成17年）- 青島濃飛流通服飾有限公司を設立。
- 2008年（平成20年）- 名古屋港ロジスティクスセンターを開設。
- 2011年（平成23年）- 海外現地法人PT濃飛インドネシア、濃飛(上海)物流有限公司を設立。
- 2012年（平成24年）- 岐阜市観光ラッピングトラック完成。
- 2013年（平成25年）- 朝日大学と産学連携活動に関する合意覚書を締結[6]。
- 2014年（平成26年）- 濃飛（ベトナム）ロジスティクス設立。
- 2015年（平成27年）- 特定保税承認者（AEO）の承認を受ける。第16回物流環境大賞物流環境特別賞を受賞。
- 2016年（平成28年）- 創立100周年を迎える[7]。第3回モーダルシフト取り組み優良事業者賞（有効活用部門）を受賞[8]。現存する会社最古の山口町倉庫が「まちの文化的建造物」に選ばれる。
- 2017年（平成29年）- 認定通関業者(AEO通関業者)の認定を受ける。[9]バンコク駐在員事務所を開設。[10]第18回物流環境大賞物流環境特別賞を受賞。
- 2018年（平成30年）- 濃飛（ベトナム）ロジスティクスハノイ支店を開設[11]。つるとみ運輸株式会社の全株式を取得し子会社化[12]。
- 2019年（平成31年）- 五霞ロジスティクスセンター営業所を開設[13]。HIDAつなぐコンソーシアムを設立[14]。

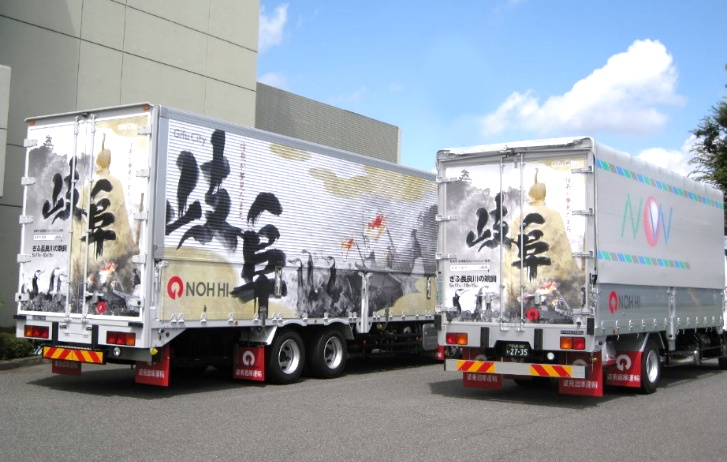
濃飛倉庫運輸の岐阜市観光ラッピングトラック

- 2020年（令和2年）- 三重ロジスティクスセンター営業所を開設。
- 2022年（令和4年）- 濃飛（カンボジア）ロジスティクス開設。
- 2024年（令和6年）- 弥富ロジスティクスセンター営業所開設。
- 2025年（令和7年）- EVトラックの導入。

## 営業拠点

### 国内拠点

#### 関東エリア

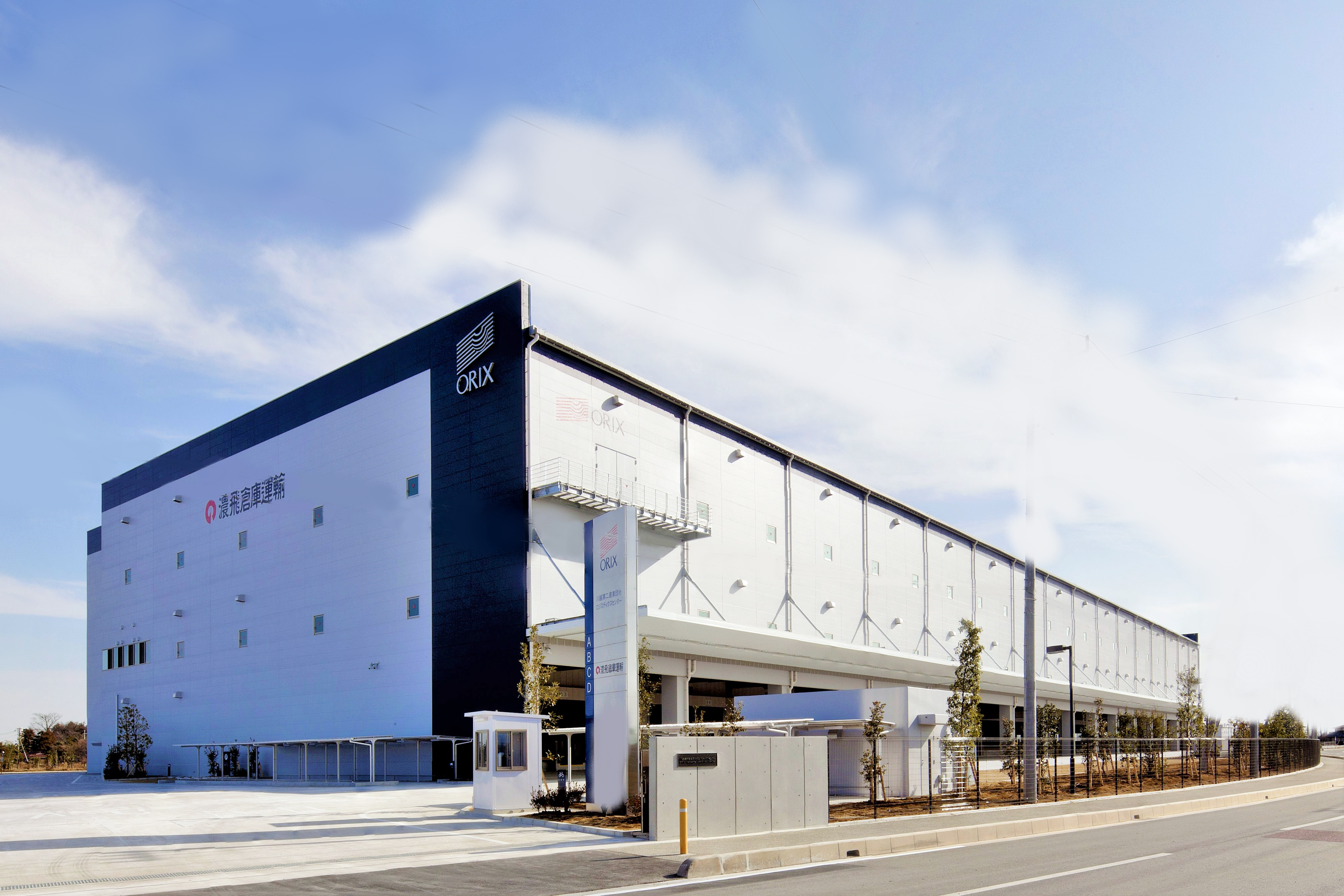
川越営業所

- 東京支店
- 浦安営業所
- 葛西倉所
- 板橋倉所
- 京浜営業所
- 綾瀬ロジスティクスセンター営業所
- 五霞ロジスティクスセンター営業所
- 浦安輸送センター営業所
- 深川輸送センター営業所
- 東京港営業所
- 羽田空港営業所
- 埼玉支店
- 川越営業所
- 戸田輸送センター営業所

#### 中部エリア

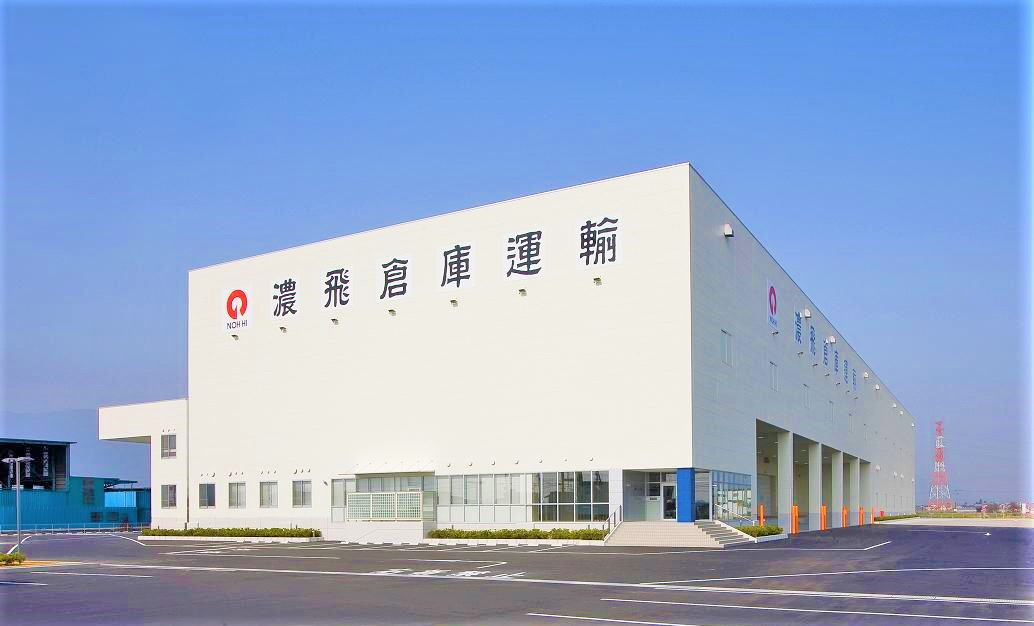
大垣総合物流センター

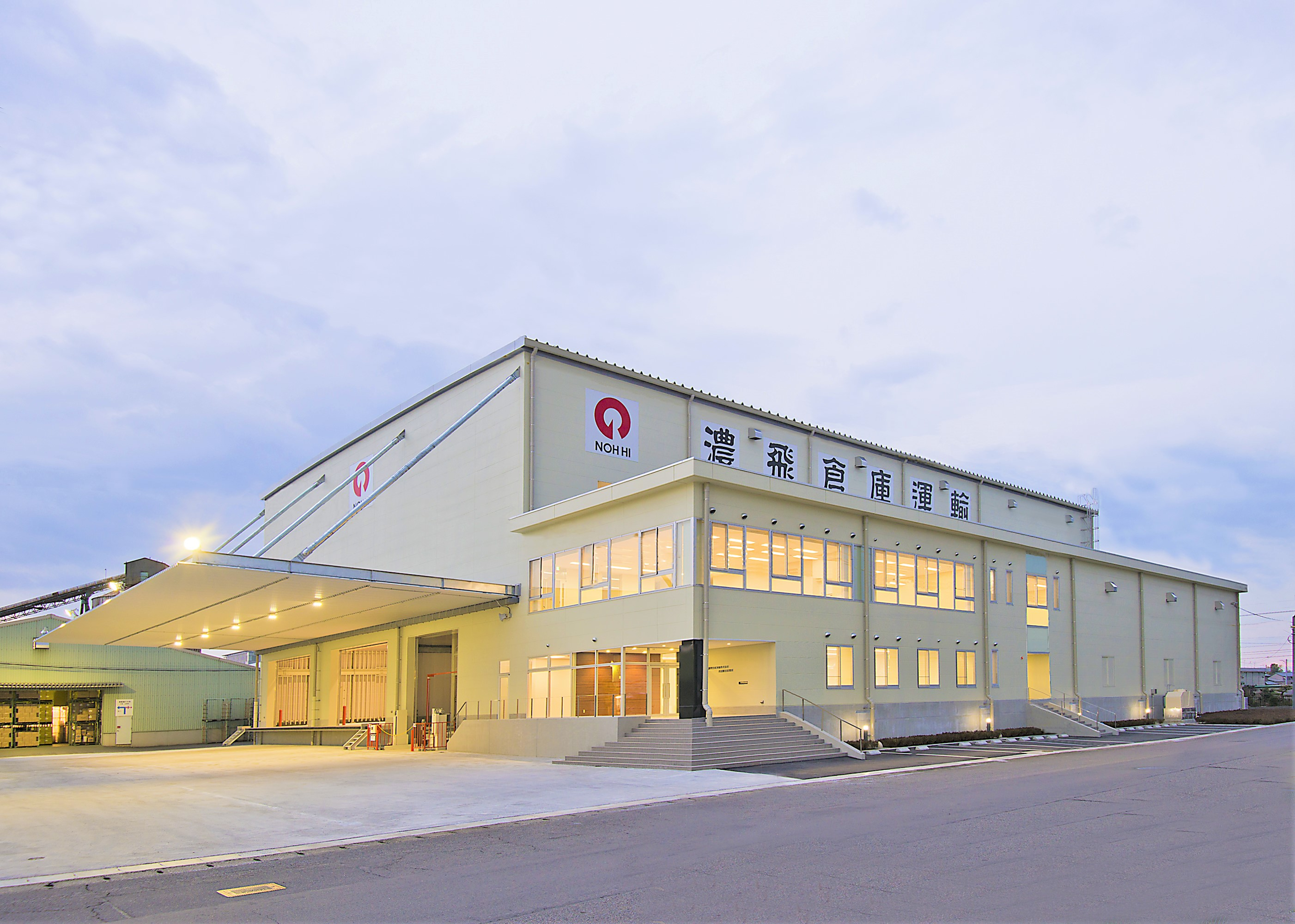
岐阜支店・茶屋新田営業所

- 浜松支店
- 浜松営業所
- 浜松輸送センター営業所
- 静岡大東ロジスティクスセンター
- 小牧支店
- 小牧営業所
- 小牧ロジスティクスセンター営業所
- 美濃加茂倉所
- 小牧輸送センター営業所
- 名古屋支店
- 中部空港営業所
- 名古屋港ロジスティクスセンター営業所
- 名古屋港輸送センター営業所
- 飛島営業所
- 弥富ロジスティクスセンター営業所
- 笹島倉所
- 昭和橋通営業所
- 名古屋藤前輸送センター営業所
- 名古屋貨物ターミナル営業所
- 岐阜支店
- 岐阜輸送センター営業所
- 関営業所
- 岐阜貨物ターミナル営業所
- 今嶺営業所
- 今嶺第二倉所
- 団地倉庫営業所
- 柳津倉所
- 木曽川営業所
- しまむら関ヶ原出張所
- 茶屋新田営業所
- トムスオペレーションセンター
- 大垣支店
- 大垣輸送センター営業所
- 大垣営業所
- 養老営業所
- 高山支店
- 高山輸送センター営業所
- 匠ヶ丘営業所
- 富山営業所
- 本社整備工場
- 高山整備工場

#### 関西エリア
- 大阪支店
- 守口営業所
- 北大阪営業所
- 東大阪輸送センター営業所
- 大阪貨物ターミナル営業所
- 京都営業所
- 大阪港営業所
- 大阪本町事務所
- 滋賀支店
- 栗東営業所
- 栗東輸送センター営業所
- 彦根営業所
- 長浜営業所
- ワークマン竜王流通センター
- コーナン商事ロジポート大阪ベイ

#### 海外拠点
- 上海駐在員事務所
- 青島駐在員事務所
- バンコク駐在員事務所
- 濃飛（香港）有限公司
- 濃飛（香港）有限公司深圳代表処
- 濃飛（上海）物流有限公司
- 濃飛（上海）物流有限公司 濃飛上海物流センター
- 濃飛（ベトナム）ロジスティクス
- 濃飛（ベトナム）ロジスティクス ハノイ支店
- 青島濃飛流通服飾有限公司

## 関連会社
- ノーヒ・ロジテック関東株式会社
- ノーヒ・ロジテック関西株式会社
- ノーヒ・ロジテック東海株式会社
- 岐阜陸運株式会社
- 蔵前運輸倉庫株式会社
- 中濃運輸株式会社
- 濃飛株式会社
- 株式会社ギフパッキング
- つるとみ運輸株式会社[15]

## サービス
- 民間車検を含む車両の整備・点検
- オフィスビル賃貸
- トランクルーム
- 貸パーキング
- 引越サービス
- タクシー
- 文書保管

## 車両
1991年（平成3年）、グローバル時代にふさわしいシンボルマークへと企業のイメージチェンジするため、トラックのマーキングデザインを一新した。従来のボディカラーは金華山と長良川をイメージする濃い緑と青色のツートンカラーであったが、新しいボディカラーは社是「地域経済社会への奉仕」より奉仕の色である白色に決められた。丸い7層からなるピンク色は太陽を表現し、青い「N」は濃飛、緑の「W」はウイング車を表している。
2012年（平成24年）、岐阜市観光PRラッピングトラックの出発式を行った。岐阜市の観光資源「長良川鵜飼」や「岐阜城」などがデザインされた10トンと4トンの2台のラッピングトラックは全国をまわり、岐阜市の観光をPRするために活用される。

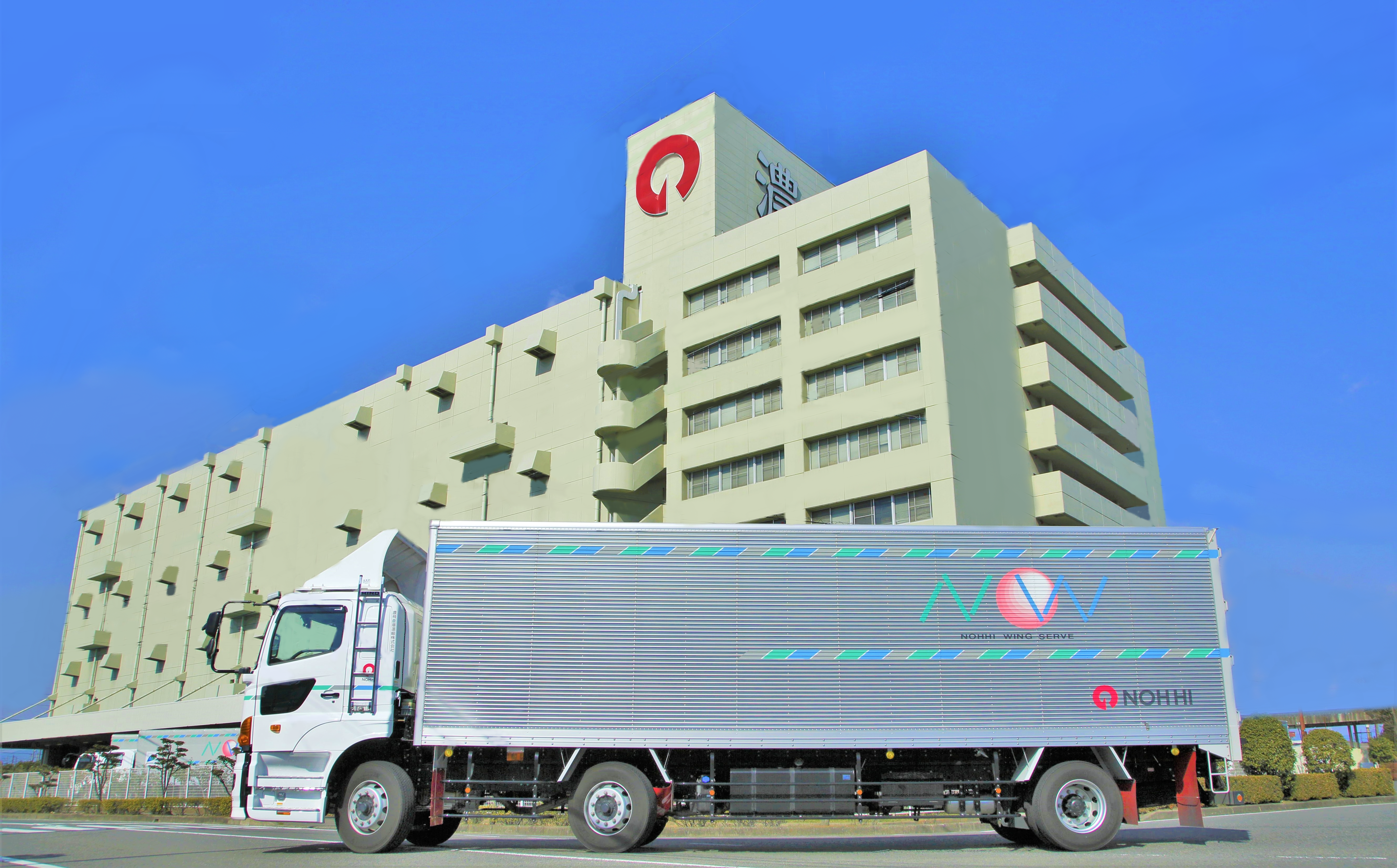
濃飛倉庫運輸トラック

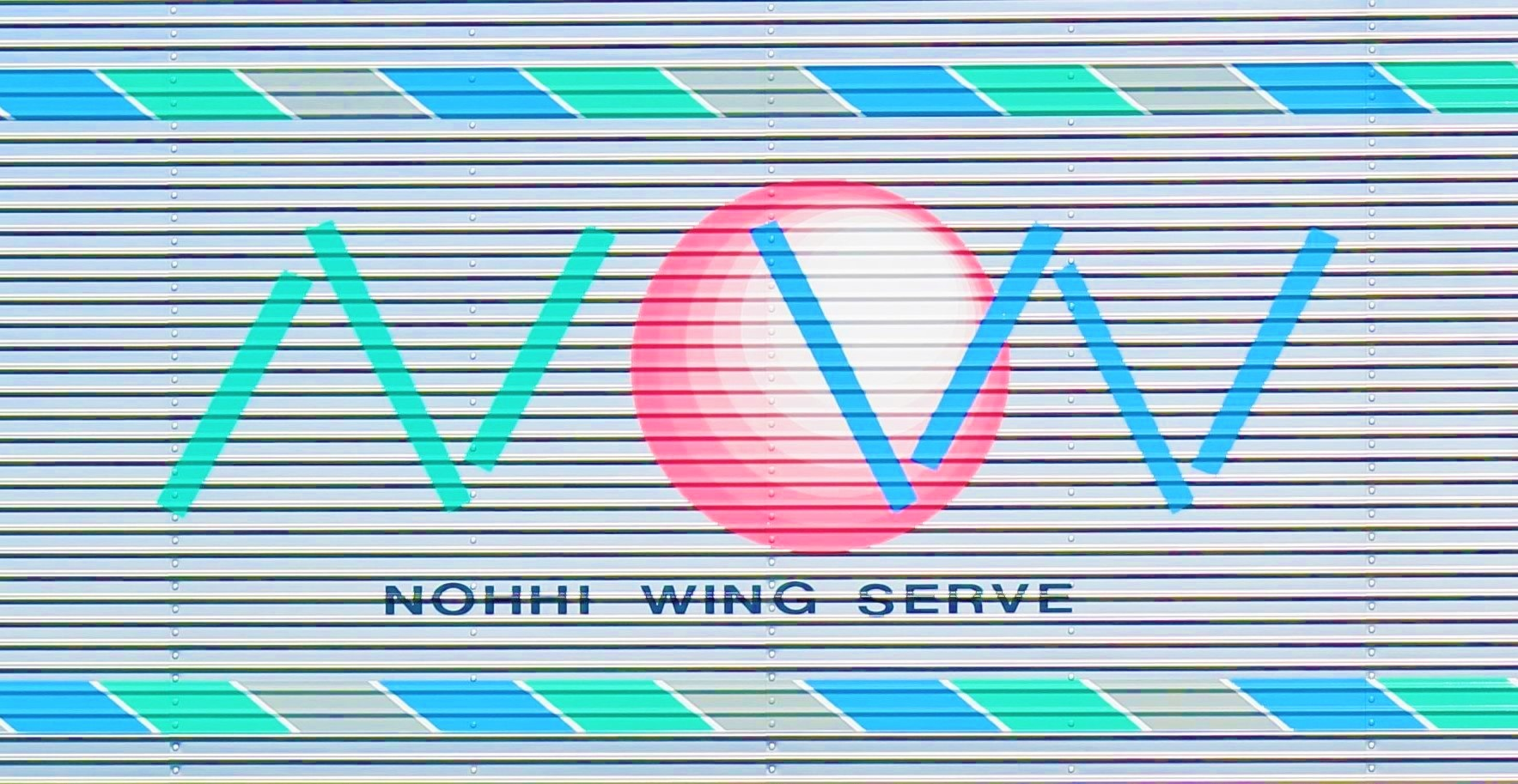
濃飛倉庫運輸トラック（側面）

## スポンサー
- カンブリア宮殿 - 岐阜放送（テレビ）毎週木曜22：00
- 土曜スペシャル - 岐阜放送（テレビ）毎週土曜18：30
- 日曜ニュース - FM GIFU（ラジオ）毎週日曜14：55
- FC岐阜 - オフィシャルパートナー